# Soro glicosado
Soro glicosado ou glucosado, também conhecido como solução de açúcar intravenosa e solução de dextrose, é uma solução de glicose  (C6H12O6) e água. É utilizada para tratar a baixa de açúcar no sangue ou perda de água, sem perda de eletrólito. A perda de água, sem perda de eletrólitos, pode ocorrer em febre, hipertiroidismo, hipercalcemia ou diabetes insipidus. Ela também é usada no tratamento de hipercaliemia, cetoacidose diabética, e como parte de nutrição parenteral. É dada por injecção numa veia. Existe nas vertentes isotônica (5 ou 5.5%, em massa, isto é, 5 ou 5.5g/100ml de glicose), hipotônica (2.5%)[carece de fontes?] e hipertônica (10%).
Efeitos secundários podem incluir a irritação da veia em que é dado, açúcar elevado no sangue, e inchaço. Excesso de uso pode resultar em baixa de sódio no sangue e outros problemas do eletrólito. Soluções de açúcar intravenosas estão na família de medicamentos cristalóide. Elas têm uma série de vantagens, incluindo 5%, 10%, e 50% dextrose. Enquanto eles podem começar hipertonica eles tornam-se soluções hipotonicas como o açúcar é metabolizado. Também estão disponíveis versões misturadas com soro fisiológico.
Soluções de dextrose para uso médico tornaram-se disponíveis nas décadas de 1920 e 1930. Fazem parte da Lista de Medicamentos Essenciais da Organização Mundial de Saúde, uma lista dos mais eficazes e seguros medicamentos que são necessários em um sistema de saúde. O custo no mundo em desenvolvimento é de cerca de 1.00 a 1.80 USD por litro de 10% de dextrose em água e cerca de 0,60 a 2.40 USD por litro de dextrose a 5% em salina normal. No Reino Unido, um frasco de 50 ml de 50% custa ao NHS 2.01 libras.